# Fort Bridger
Fort Bridger és una concentració de població designada pel cens dels Estats Units a l'estat de Wyoming. Segons el cens del 2000 tenia 400 habitants.

## Demografia
Segons el cens del 2000, Fort Bridger tenia 400 habitants, 158 habitatges, i 114 famílies. La densitat de població era de 77,6 habitants/km².
Dels 158 habitatges en un 34,8% hi vivien nens de menys de 18 anys, en un 56,3% hi vivien parelles casades, en un 10,8% dones solteres, i en un 27,8% no eren unitats familiars. En el 24,1% dels habitatges hi vivien persones soles el 3,8% de les quals corresponia a persones de 65 anys o més que vivien soles. El nombre mitjà de persones vivint en cada habitatge era de 2,53 i el nombre mitjà de persones que vivien en cada família era de 2,96.
Per edats la població es repartia de la següent manera: un 28,8% tenia menys de 18 anys, un 7% entre 18 i 24, un 29% entre 25 i 44, un 25% de 45 a 60 i un 10,3% 65 anys o més.
L'edat mediana era de 35 anys. Per cada 100 dones de 18 o més anys hi havia 93,9 homes.
La renda mediana per habitatge era de 32.031 $ i la renda mediana per família de 33.750 $. Els homes tenien una renda mediana de 36.354 $ mentre que les dones 17.344 $. La renda per capita de la població era de 16.662 $. Entorn de l'11,6% de les famílies i l'11,5% de la població estaven per davall del llindar de pobresa.

## Poblacions més properes
El següent diagrama mostra les poblacions més properes.